# Parafia Trójcy Przenajświętszej w Raczkach
Parafia Trójcy Przenajświętszej w Raczkach została utworzona w 1599 roku. Należy do dekanatu Suwałki – Ducha Świętego diecezji ełckiej. Mieści się przy ulicy Kościelnej. Parafię prowadzą księża diecezjalni.